# A Place to Land
A Place to Land è il terzo album in studio del gruppo country pop statunitense Little Big Town, pubblicato nel 2007.

## Tracce
Tutte le tracce sono scritte dai Little Big Town e Wayne Kirkpatrick, eccetto dove indicato.

1. Fine Line – 4:01
2. I'm with the Band – 4:24
3. That's Where I'll Be – 4:51
4. Evangeline – 4:33
5. Vapor – 4:13
6. Novocaine – 4:10
7. Only What You Make of It – 5:09
8. A Place to Land – 3:12
9. Firebird Fly – 3:15 (Jon Mabe, Jon Randall, Jessi Alexander)
10. To Know Love – 4:17
11. Lonely Enough – 4:22 (Alexander, Randall, Darrell Brown)
12. Fury – 4:26

Bonus track (Reissue)
1. Good Lord Willing – 4:33
2. Love Profound – 3:57 (Kirkpatrick)
3. You're Gonna Love Me – 4:24
4. Life in a Northern Town (live recording featuring Sugarland & Jake Owen) – 4:15 (Gilbert Gabriel, Nick Laird-Clowes)
5. Four Leaf Clover (Digital Download only) – 3:22 (Abra Moore)

## Formazione
- Karen Fairchild
- Kimberly Schlapman
- Phillip Sweet
- Jimi Westbrook